# Pic Triple Divide (Montana)
Pour les articles homonymes, voir Pic Triple Divide.
Le pic Triple Divide, en anglais Triple Divide Peak, est une montagne culminant à 2 444 m d'altitude dans le parc national de Glacier dans l'État du Montana aux États-Unis. Son sommet est le tripoint entre les bassins hydrographiques nord-américains de l'océan Pacifique, de l'océan Atlantique et de l'océan Arctique. Les eaux s'écoulant sur ses versants nord et nord-est se dirigent vers l'océan Arctique, les eaux qui s'écoulent du nord-ouest au sud se dirigent vers l'océan Pacifique tandis que les eaux qui se déversent au sud-est partent vers le golfe du Mexique.